# Flemingovo náměstí
Flemingovo náměstí je veřejné prostranství nacházející se v pražských Dejvicích v městské části Praha 6. Náměstí má tvar rovnostranného trojúhelníku a je parkově upraveno.

## Historie
Stejně jako celé Dejvice bylo Flemingovo náměstí založeno podle jednotného urbanistického plánu architekta Antonína Engela ve dvacátých letech dvacátého století.

## Významné budovy
Přímo v čele náměstí stojí budova Ústavu organické chemie a biochemie Akademie věd ČR. V bezprostředním okolí na jih od náměstí se dále nachází Národní technická knihovna.